# Björnåsen, Mölndals kommun
Björnåsen (även Björnarås) är en tätort i Mölndals kommun i Västra Götalands län. Björnåsen ligger i Lindome socken i Halland. Bebyggelsen ingick 2015 i tätorten Göteborg (före 2015 i tätorten Lindome). 